# 田辺市街なかポケットパーク
田辺市街なかポケットパーク（たなべしまちなかポケットパーク）は、和歌山県田辺市湊27-37にある施設。
世界文化遺産「紀伊山地の霊場と参詣道」に登録されている鬪雞神社（闘鶏神社）の参道沿いに設置された、街なか観光の拠点施設である。

## 歴史

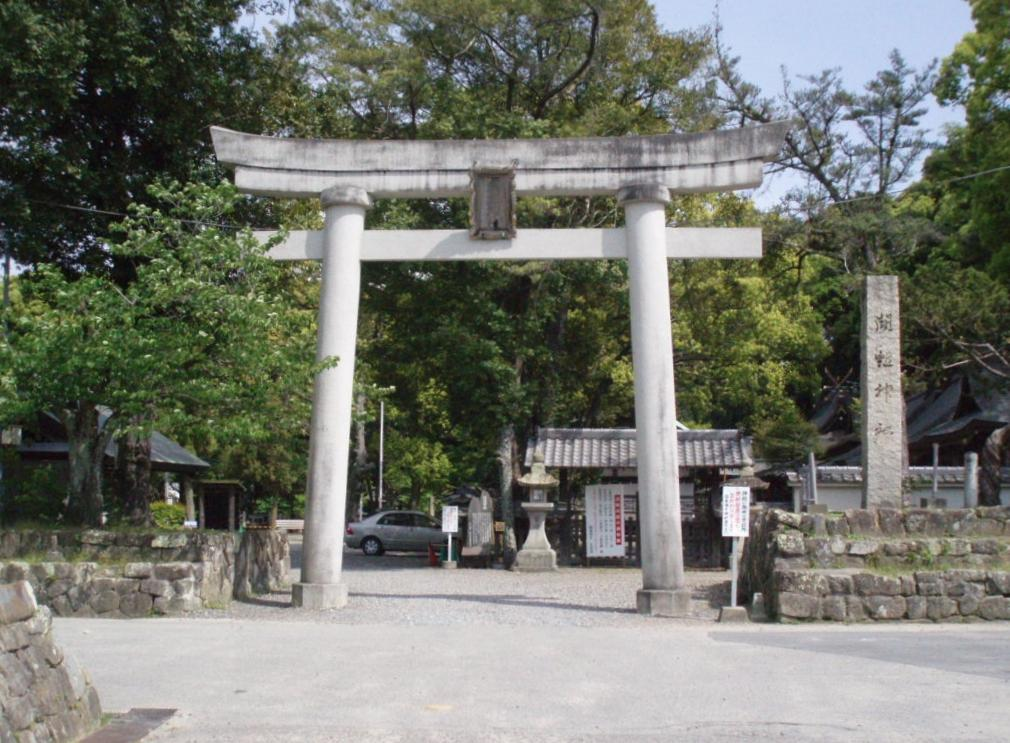
鬪雞神社

2016年（平成28年）に鬪雞神社（闘鶏神社）が世界文化遺産に追加登録されたことを受け、参拝客らが気軽に立ち寄れる施設として田辺市が整備し、2018年（平成30年）4月18日に完成式典が挙行された。総事業費は約1億260万円。国の「景観まちづくり刷新事業」の指定事業。

## 施設
木造平屋建、床面積約120平方メートル。
ボランティアガイドが常駐している。熊野古道や鬪雞神社などを紹介したパネルなどが展示されたインフォメーションコーナー（約50平方メートル）や、約20人が座れる休憩室（約49平方メートル）、トイレが設置されている。

## 利用案内
- 営業時間 : 9時～17時
- 定休日 : 年中無休
- 交通アクセス : JR紀勢本線紀伊田辺駅から徒歩

## 付近の観光スポット
- 鬪雞神社（闘鶏神社）
- 田辺市観光センター
- 南方熊楠旧邸（南方熊楠顕彰館）
- 田辺市文化交流センター「たなべる」